# Porongo
Porongo è un comune (municipio in spagnolo) della Bolivia nella provincia di Andrés Ibáñez (dipartimento di Santa Cruz) con 13.603 abitanti (dato 2010).

## Cantoni
Il comune è suddiviso in 2 cantoni. 
- Ayacucho
- Tervinto